# Ballader och grimascher
Ballader och grimascher är det andra musikalbumet av Cornelis Vreeswijk, utgivet 1965.
Text och musik är av Cornelis Vreeswijk (musikförlag Multitone AB). Inspelningen skedde i Metronome Studio, där Anders Burman var producent och Rune Persson tekniker. Skivnumret är Metronome MPL 15213. Omslagsfoto (sex bilder på Cornelis): Bengt H. Malmkvist.
Utgavs också som noter i ett "trevligt Notalbum".
Hela albumet finns inkluderat på samlingen Mäster Cees memoarer vol. 1 (1993) som spår 1-12.

## Låtlista
Alla sångerna är skrivna av Cornelis Vreeswijk.

### Sida A
1. Sportiga Marie – 1:38
2. Ballad om censuren – 2:29
3. Esmeralda – 2:51
4. Ballad om 100 år – 1:54
5. Horoskopsvisan – 3:33
6. Lasse Liten blues – 3:15

### Sida B
1. Jultomten är faktiskt död – 2:01
2. Tänk om jag hade en sabel – 1:35
3. Dekadans – 2:22
4. Grimasch om morgonen – 2:05
5. Balladen om ett munspel – 3:06
6. Slusk-blues – 2:17